# Curses
curses는 유닉스 계열 운영 체제를 위한 터미널 제어 라이브러리의 하나로, 텍스트 사용자 인터페이스(TUI) 응용 프로그램들의 구성을 가능케 한다.
이 이름은 "커서 최적화"(cursor optimization)에서 따온 것이다. 문자 셀 터미널(VT100 따위) 상에서 응용 프로그램의 디스플레이를 관리하는 명령들이 모인 라이브러리이다.

## 개요
curses API는 일부 장소에서 기술된다. 대부분의 curses 구현물들은 수천 개의 다른 터미널의 기능을 기술할 수 있는 데이터베이스를 이용한다. PDCurses와 같은 일부 구현물들은 터미널 데이터베이스가 아닌 특별한 장치 드라이버를 사용한다. 대부분의 구현물들은 terminfo을 이용하며 일부는 termcap을 이용한다. curses는 모든 셀 터미널과의 하위 호환성과 단순성의 이점이 있다. 비트맵 그래픽이나 여러 개의 글꼴이 필요 없는 응용 프로그램의 경우 curses를 이용하는 인터페이스 구현물은 X 툴킷을 이용하는 것보다 일반적으로 훨씬 더 단순하고 더 빠르다.
프로그래머들은 curses을 이용하여 특정 터미널 형태만을 위해 기록하지 않고도 텍스트 기반 응용 프로그램들을 기록할 수 있다. 시스템을 실행하는 curses 라이브러리는 터미널 형태를 기반으로 한 유효 제어 문자를 전송한다.

## 예
- PDCurses
- ncurses

## 스크린샷
아래는 curses의 일반적인 예들을 나열한 것이다. (색을 지원하는 터미널 창) 뉴스리더 tin과 CD 처리 제품에 쓰인다.

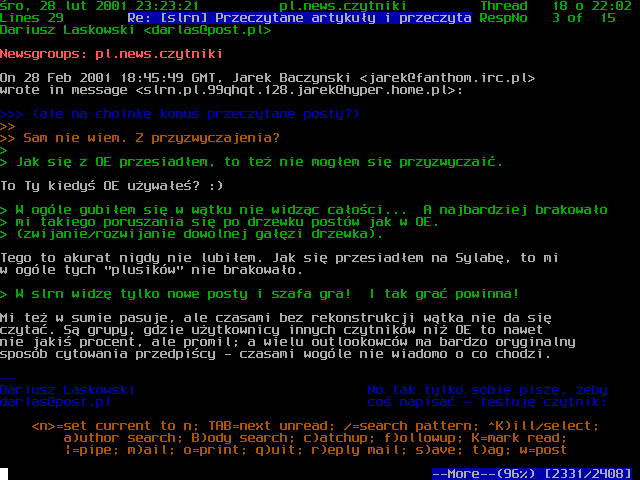
컬러 뉴스리더 인터페이스
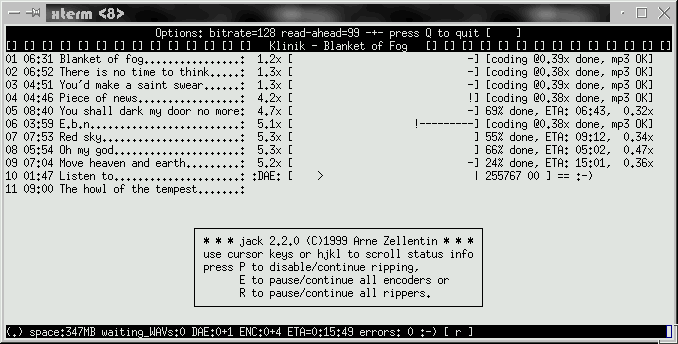
Jack the Ripper에 쓰이는 curses